# Ra (canción)
«Ra» es una canción grabada por la cantante rumana Inna, lanzada digitalmente como el primer sencillo de su sexto álbum de estudio Yo (2019) el 27 de septiembre de 2018 por Global Records. Fue escrita en su totalidad en español por Inna y Cristina Maria Chiluiza, mientras que Sebastian Barac, Marcel Botezan y David Ciente manejaron la producción. «Ra» es una balada que presenta líricamente un mensaje de empoderamiento femenino acerca de dejar una relación tóxica y ganar confianza. Su sonido difiere significativamente y actúa como un alejamiento de los lanzamientos anteriores de Inna orientados al género club.
Tras su lanzamiento, «Ra» ha recibido reseñas generalmente positivas por parte de los críticos de música, quienes elogiaron el atractivo y la estructura de la canción, así como la entrega vocal de Inna. Para la promoción, se grabó un video musical minimalista de acompañamiento en el canal de YouTube de la cantante simultáneamente con el lanzamiento digital de «Ra». Filmado por Bogdan Păun, retrata a Inna y otras cinco mujeres posando juntas o individualmente frente a una pared de macetas. Inna apoyó aún más el sencillo con presentaciones en vivo en los Premios Telehit 2018 y en el programa de televisión Hoy en México en noviembre de 2018. Comercialmente, alcanzó el puesto número 71 en Rumania.

## Antecedentes y composición
El 16 de octubre de 2018, Inna lanzó un video en su canal de YouTube en el que anunciaba su sexto álbum de estudio Yo, explicando brevemente su creación. En la descripción del videoclip, Inna anunció que el primer sencillo del disco se lanzaría el 2 de noviembre de 2018. Finalmente, confirmó lo mencionado en una publicación en redes sociales y reveló que el nombre del sencillo sería «Ra». Filtrado de antemano, «Ra» fue lanzado digitalmente en la fecha anunciada por Roc Nation a nivel internacional, pero ya había sido estrenado el 27 de septiembre de 2018 por Global Records en Rumania. También se lanzaron dos remezclas.
Escrito completamente en español por Inna y Cristina Maria Chiluiza, «Ra» presenta líricamente un mensaje de empoderamiento femenino acerca de dejar atrás una relación tóxica y ganar confianza. Este es un tema que rara vez se aborda en un trabajo de Inna. El título de la pista también alude a la antigua deidad egipcia del sol Ra, que simboliza «la luz y la verdad». La canción fue producida y diseñada por Sebastian Barac, Marcel Botezan y David Ciente, mientras que Max Kissaru la mezcló y la masterizó. Musicalmente, «Ra» es una balada y un alejamiento del anterior sonido club de la cantante; una «nueva era» según Jonathan Currinn del sitio web CelebMix. Mike Wass, quien escribió para Idolator, señaló que «representa un paso importante en el viaje del exitoso «Hot» de la reina del Hi-NRG a una artista más madura y completa». En el estribillo de la canción, Inna repite la frase «Yo mejor me voy».

## Recepción
Tras su lanzamiento, «Ra» ha recibido reseñas generalmente positivas por parte de los críticos de música. Currinn de CelebMix opinó que «se parece más a una pista de álbum que a un sencillo real», y sugirió que se haya lanzado como un sencillo promocional de Yo. Además, reconoció que «Ra» es «una canción cultivada y que se quedará en la cabeza con el tiempo», y elogió el conmovedor mensaje de la canción, la composición y la entrega vocal de Inna. Wass de Idolator notó el atractivo de «Ra» y lo llamó «himno hipnótico». Billboard incluyó a «Ra» en su lista de «Mejores Selecciones Musicales» para la semana que finalizó el 4 de noviembre de 2018. Comercialmente, la canción alcanzó su punto máximo en el número 71 en Rumania para el 2 de diciembre de 2018.

## Promoción y otros usos
Inna anunció el video musical que acompaña a «Ra» con dos vistas previas publicadas en su canal de YouTube el 31 de octubre y el 1 de noviembre de 2018, respectivamente. Finalmente el video oficial se estrenó simultáneamente con el lanzamiento del sencillo en YouTube. Muestra a Inna, usando un brasier negro de Luisa Via Roma, y otras cinco mujeres, usando brasieres de color naranja, posando juntas o individualmente frente a la pared de una maceta. Bogdan Păun de NGM Creative dirigió el videoclip, mientras que Alexandru Mureșan fue contratado como director de fotografía y Loops Production como productores. Andra Manea recibió créditos como maquilladora, Sorin Stratulat como estilista y RD Styling como los vestidores. El 27 de noviembre de 2018 se lanzó un «detras de escena» del video de «Ra».
Billboard notó la conexión entre la letra de la canción y el video, ya que Inna «se mantiene firme en lo visual. Reafirma la importancia de tener una voz, especialmente como mujer». Currinn de CelebMix comparó el mensaje del video musical con el de su video anterior «No Help» (2018), mientras que Idolator lo vio «llamativo» y «minimalista». Para una mayor promoción de «Ra», Inna entregó una presentación en vivo de la canción en los Premios Telehit 2018 en la Ciudad de México el 7 de noviembre. y para la televisión mexicana, en el programa diario matutino Hoy, el 8 de noviembre de 2018. entre otros medios en México. El 2 de diciembre de 2018, la banda rumana Noaptea Târziu lanzó una parodia de «Ra» titulada «Am ghinion» —en español: Tengo mala suerte—.

## Formatos
- Descarga digital

| Ra — Single |        |          |  |
| N.º         | Título | Duración |  |
| 1.          | «Ra»   | 2:55     |  |

## Posicionamiento en listas
| Rumania | Airplay 100 | 71 |

## Historial de lanzamientos
| País    | Fecha                    | Formato          | Discográfica   | Ref.  |
| ------- | ------------------------ | ---------------- | -------------- | ----- |
| Rumania | 27 de septiembre de 2018 | Descarga digital | Global Records | [ 5 ] |
|         | 2 de noviembre de 2018   | Descarga digital | Roc Nation     | [ 4 ] |